# Jaguar X-Type
Jaguar X-Type (код кузова — X400) — компактний престижний автомобіль, що виготовлявся британською автомобільною компанією Jaguar Cars в 2001—2009 роках.

## Опис

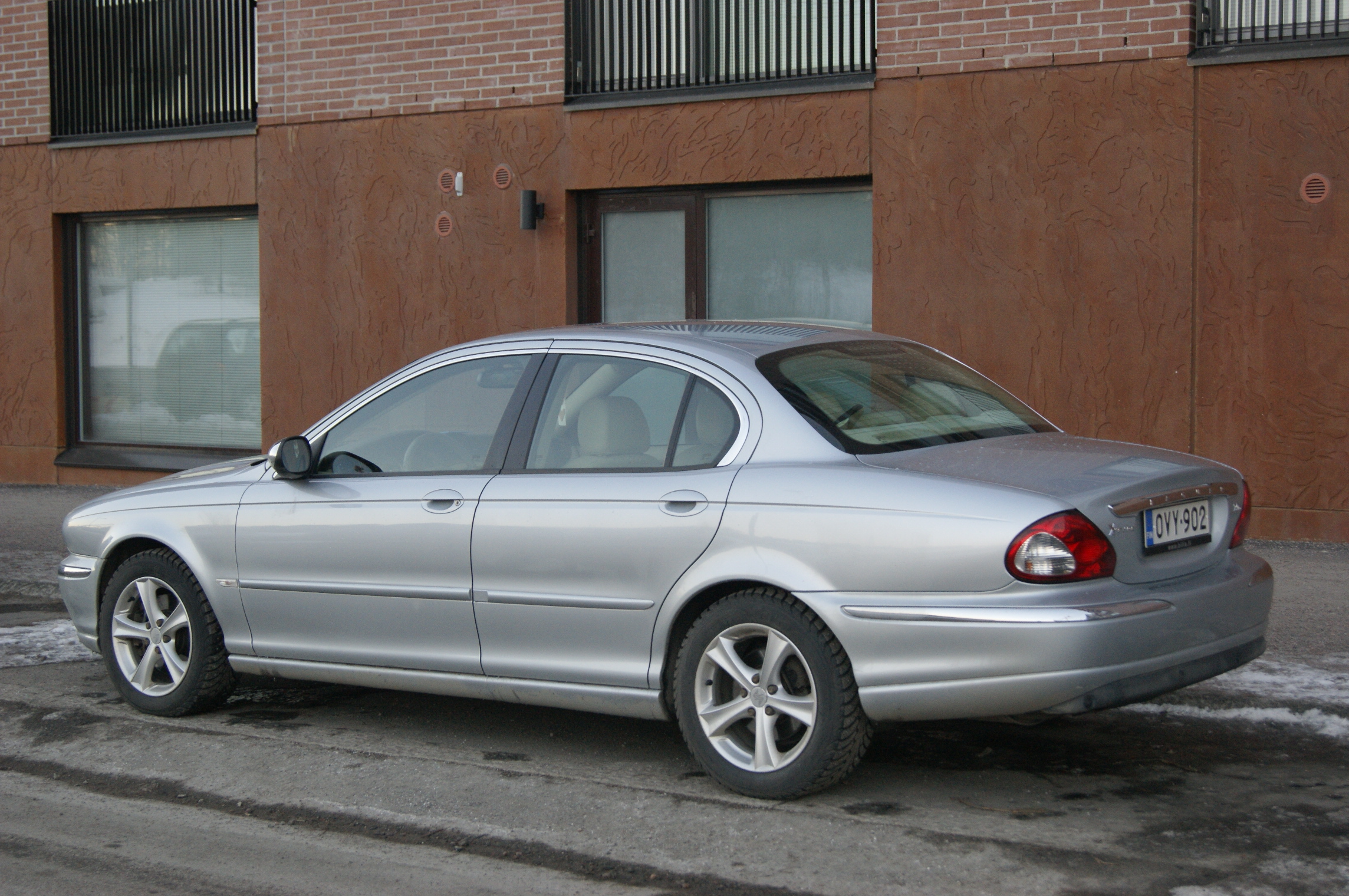

Модель була найменшою в лінійці Jaguar і виготовлялась з кузовами седан і універсал, модель X-Type була єдиним універсалом компанії. X-Type розроблений на платформі Ford Mondeo 2001 року. Автомобіль виготовлявся з переднім або повним приводом. В кінці 2007 року модель модернізували.

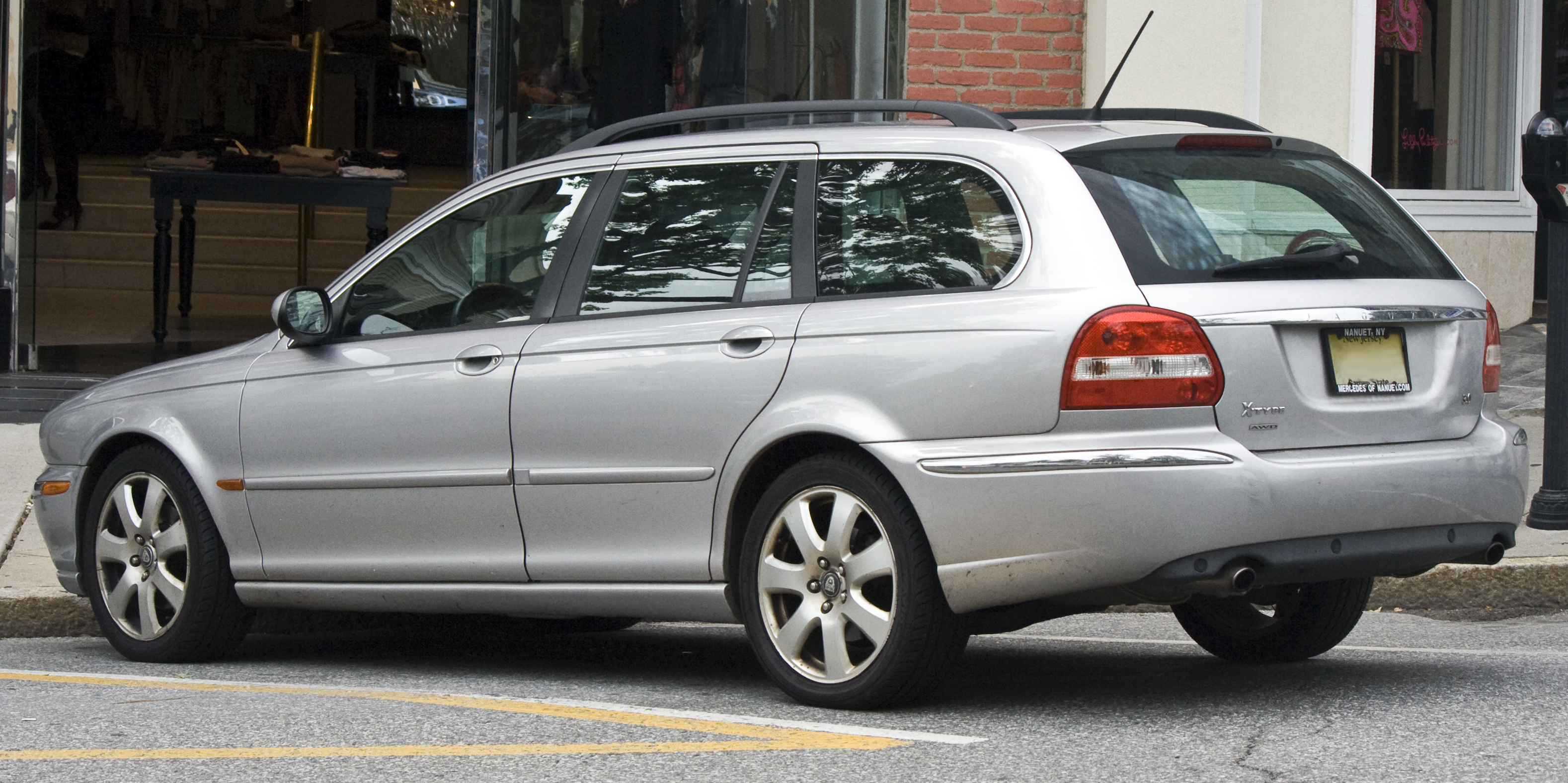

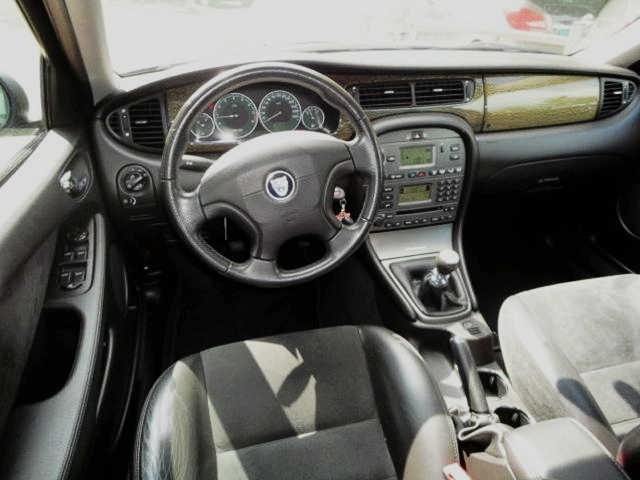

Стандартна комплектація X-Type включає в себе: 3,0-літровий 6-циліндровий мотор, повний привід, 5-ступінчасту автоматичну коробку передач, автоматичний кондиціонер, антиблокувальну систему гальм, систему динамічної стабілізації, електроприводний люк, AM/FM стереосистему, передні і задні шторки безпеки, передні подушки безпеки, подушки безпеки для колін, 8-позиційне водійське сидіння, шкіряні сидіння, телескопічну рульову колонку і 16-дюймові литі диски.
Стандартна комплектація Jaguar X-Type, представленого в кузові універсал, доповнена: заднім парктроніком, 17-дюймовими дисками, сенсорними двірниками і преміум аудіосистемою.
Опції включають в себе: передні сидіння з підігрівом, сенсорні двірники, 10-позиційне водійське крісло, супутникове радіо SIRIUS, Bluetooth, 18-дюймові колеса, преміум аудіосистему Alpine, паркувальні датчики і навігаційну систему на основі DVD. Для автомобіля також доступний пакет опцій Luxury. 

## Двигуни
- 2.1 AJ20 V6: V-шестициліндровий бензиновий двигун об'ємом 2099 см³ потужністю 115 кВт (156 к.с.), 03/2002-07/2005
- 2.5 AJ25 V6: V-шестициліндровий бензиновий двигун об'ємом 2495 см³ потужністю 144 кВт (196 к.с.), 04/2001-03/2009
- 3.0 AJ30 V6: шестициліндровий бензиновий двигун об'ємом 2967 см³ потужністю 169 кВт (231 к.с.), 04/2001-12/2009
- 2.0 ZSD-420 I4, рядний чотирициліндровий дизельний двигун об'ємом 1998 см³ потужністю 96 кВт (130 к.с.), 07/2003-07/2005
- 2.2 ZSD-422 I4, рядний чотирициліндровий дизельний з DPF об'ємом 2198 см³ потужністю 107 кВт (145 к.с.), 05/2006-12/2009
- 2.2 ZSD-422 I4, рядний чотирициліндровий дизельний двигун об'ємом 2198 см³ потужністю 114 кВт (155 к.с.), 07/2005-05/2006